# Jax Jones
Timucin Lam (Londen, 25 juli 1987) beter bekend als Jax Jones is een Britse dj en songwriter. 

## Biografie
Nadat hij Duke Dumont ontmoette, ontwikkelde Jax Jones een interesse in housemuziek. Met Dumont schreef hij de hits I Got U (2014), Won't Look Back (2014) en Ocean Drive (2016). Op "I Got U" is Jones zelf ook te horen als dj en scoort hij, samen met Dumont, meteen zijn eerste nummer 1-hit in het Verenigd Koninkrijk.
Later scoort Jones opnieuw grote hits met You Don't Know Me (2017) met zangeres Raye, Instruction (2017) met zangeres Demi Lovato en rapper Stefflon Don, en Breathe (2017) met Ina Wroldsen. Hij heeft daarnaast met andere artiesten samengewerkt, waaronder Years & Years en Jess Glynne. Zijn debuut-EP Snacks kwam op 28 november 2018 uit. Een klein jaar later werkte Jones "Snacks" tot een volledig album, wat op 6 september 2019 werd uitgebracht.
In de jaren daarna scoorde Jones hits in Europa met onder andere Out Out (2021, met Joel Corry), Where Did You Go? (2022, met MNEK) en Whistle (2023, met Calum Scott).

## Hitnoteringen

### Albums
| Album met eventuele hitnotering(en) in de Nederlandse Album Top 100 | Datum van verschijnen | Datum van binnenkomst | Hoogste positie | Aantal weken | Opmerkingen |
| ------------------------------------------------------------------- | --------------------- | --------------------- | --------------- | ------------ | ----------- |
| Snacks                                                              | 2019                  | 20-07-2019            | 42              | 23           |             |

| Album met hitnotering(en) in de Vlaamse Ultratop 200 albums | Datum van verschijnen | Datum van binnenkomst | Hoogste positie | Aantal weken | Opmerkingen |
| ----------------------------------------------------------- | --------------------- | --------------------- | --------------- | ------------ | ----------- |
| Snacks                                                      | 2019                  | 20-07-2019            | 38              | 68           |             |

### Singles
| Single met eventuele hitnotering(en) in de Nederlandse Top 40 | Datum van verschijnen | Datum van binnenkomst | Hoogste positie | Aantal weken | Opmerkingen                           |
| ------------------------------------------------------------- | --------------------- | --------------------- | --------------- | ------------ | ------------------------------------- |
| I Got U                                                       | 2014                  | 25-01-2014            | tip5            | 7            | met Duke Dumont                       |
| You Don't Know Me                                             | 2017                  | 28-01-2017            | 6               | 20           | met Raye                              |
| Instruction                                                   | 2017                  | 26-08-2017            | 25              | 8            | met Demi Lovato & Stefflon Don        |
| Breathe                                                       | 2017                  | 30-12-2017            | 22              | 12           | met Ina Wroldsen                      |
| Play                                                          | 2018                  | 08-12-2018            | tip18           | 6            | met Years & Years                     |
| Harder                                                        | 2019                  | 31-08-2019            | tip6            | 5            | met Bebe Rexha                        |
| This Is Real                                                  | 2019                  | 23-11-2019            | tip20           | 4            | met Ella Henderson                    |
| Out Out                                                       | 2021                  | 04-09-2021            | 24              | 9            | met Joel Corry, Charli XCX & Saweetie |
| Where Did You Go?                                             | 2022                  | 26-02-2022            | 5               | 20           | met MNEK                              |
| Whistle                                                       | 2023                  | 25-02-2023            | 8               | 21           | met Calum Scott                       |

| Single met hitnotering(en) in de Vlaamse Ultratop 50 | Datum van verschijnen | Datum van binnenkomst | Hoogste positie | Aantal weken | Opmerkingen                               |
| ---------------------------------------------------- | --------------------- | --------------------- | --------------- | ------------ | ----------------------------------------- |
| I Got U                                              | 2014                  | 22-02-2014            | 14              | 16           | met Duke Dumont                           |
| House Work                                           | 2016                  | 03-09-2016            | tip             | -            | met Mike Dunn & MNEK                      |
| You Don't Know Me                                    | 2017                  | 28-01-2017            | 2               | 27           | met Raye                                  |
| Instruction                                          | 2017                  | 26-08-2017            | 37              | 4            | met Demi Lovato & Stefflon Don            |
| Breathe                                              | 2017                  | 10-02-2018            | 14              | 8            | met Ina Wroldsen                          |
| Ring Ring                                            | 2018                  | 30-06-2018            | tip14           | -            | met Mabel & Rich the Kid                  |
| Play                                                 | 2018                  | 08-12-2018            | tip13           | -            | met Years & Years                         |
| All Day and Night                                    | 2019                  | 06-04-2019            | tip2            | -            | met Martin Solveig, Europa & Madison Beer |
| One Touch                                            | 2019                  | 01-06-2019            | tip38           | -            | met Jess Glynne                           |
| Harder                                               | 2019                  | 20-07-2019            | tip39           | -            | met Bebe Rexha                            |
| Jacques                                              | 2019                  | 07-09-2019            | tip             | -            | met Tove Lo                               |
| This Is Real                                         | 2019                  | 23-11-2019            | tip             | -            | met Ella Henderson                        |
| Tequila                                              | 2020                  | 29-02-2020            | tip             | -            | met Martin Solveig, Europa & Raye         |
| I Miss U                                             | 2020                  | 17-10-2020            | tip35           | -            | met Au/Ra                                 |
| Where Did You Go?                                    | 2022                  | 05-03-2022            | 7               | 27           | met MNEK                                  |
| Whistle                                              | 2023                  | 25-02-2023            | 25              | 24           | met Calum Scott                           |

- Gemeinsame Normdatei: 113673533X
- International Standard Name Identifier: 0000 0004 6342 3879
- Library of Congress Control Number: no2017086630
- MusicBrainz: a2507d4d-3387-4d31-a6e8-f2c9794fb37e
- Virtual International Authority File: 2532150033030811180002
- WorldCat: E39PBJbM3fBr7tf7bq8BVYR7pP